# Interstadiaal
Een interstadiaal is een (relatief) korte warme periode tijdens een glaciaal. Glacialen kunnen worden opgedeeld in koudere (stadialen) en warmere (interstadialen) perioden.

## Oorzaken
Klimaatveranderingen over langere periodes, zoals glacialen en interglacialen, worden veroorzaakt door veranderingen in de hoeveelheid zonne-instraling door de positie van de planeet Aarde ten opzichte van de zon. De (inter)stadialen hebben een hoog-frequentere wisseling in klimaat en worden waarschijnlijk veroorzaakt door veranderingen in oceaancirculatiepatronen, de intensiteit van zonnevlekken of een combinatie van deze twee factoren.

## Spraakverwarring
Het begrip 'ijstijd' is niet enkelvoudig gedefinieerd. In de geologie wordt met een ijstijd een periode bedoeld waarin op Aarde gletsjers voorkomen. Aangezien er tegenwoordig ook gletsjers aanwezig zijn, leven we tegenwoordig in zo'n ijstijd of ijstijdvak. In de kwartaire geologie en de fysische geografie worden de begrippen 'ijstijd' en 'glaciaal' door elkaar gebruikt voor periodes in een ijstijdvak, waarin het klimaat gemiddeld genomen kouder is dan tijdens interglacialen, zoals het Holoceen, de periode waarin we nu leven. Daarnaast komen tijdens glacialen verschillen voor tussen koudere perioden (stadialen) en warmere (interstadialen).